# USS Cobia (SS-245)
USS Cobia (SS/AGSS-245) là một tàu ngầm lớp Gato từng phục vụ cùng Hải quân Hoa Kỳ trong Chiến tranh Thế giới thứ hai. Nó là chiếc tàu chiến duy nhất của Hải quân Hoa Kỳ được đặt cái tên này, theo tên loài cá bớp. Nó đã phục vụ trong suốt Thế chiến II, thực hiện tổng cộng sáu chuyến tuần tra, đánh chìm sáu tàu Nhật Bản với tổng tải trọng 16.835 tấn. Được cho ngừng hoạt động sau khi xung đột chấm dứt vào năm 1946, nó được huy động trở lại để tiếp tục phục vụ trong giai đoạn Chiến tranh Lạnh từ năm 1951 đến năm 1954, được xếp lại lớp thành một tàu ngầm phụ trợ AGSS-245 vào năm 1962. Sau khi rút đăng bạ vào năm 1970, nó được giữ tại như một tàu bảo tàng tại Bảo tàng Hàng hải Wisconsin ở Manitowoc, Wisconsin, và được công nhận là một Danh lam Lịch sử Quốc gia Hoa Kỳ từ năm 1986. Cobia được tặng thưởng bốn Ngôi sao Chiến trận do thành tích phục vụ trong Thế Chiến II.

## Thiết kế và chế tạo
Lớp tàu ngầm Gato được thiết kế cho mục đích một tàu ngầm hạm đội nhằm có tốc độ trên mặt nước cao, tầm hoạt động xa và vũ khí mạnh để tháp tùng hạm đội chiến trận. Con tàu dài 311 ft 9 in (95,02 m) và có trọng lượng choán nước 1.525 tấn Anh (1.549 t) khi nổi và 2.424 tấn Anh (2.463 t) khi lặn. Chúng trang bị động cơ diesel dẫn động máy phát điện để cung cấp điện năng cho bốn động cơ điện, đạt được công suất 5.400 shp (4.000 kW) khi nổi và 2.740 shp (2.040 kW) khi lặn, cho phép đạt tốc độ tối đa 21 hải lý trên giờ (39 km/h) và 9 hải lý trên giờ (17 km/h) tương ứng. Tầm xa hoạt động là 11.000 hải lý (20.000 km) khi đi trên mặt nước ở tốc độ 10 hải lý trên giờ (19 km/h) và có thể hoạt động kéo dài đến 75 ngày và lặn được sâu tối đa 300 ft (90 m).
Lớp tàu ngầm Gato được trang bị mười ống phóng ngư lôi 21 in (530 mm), gồm sáu ống trước mũi và bốn ống phía phía đuôi tàu, chúng mang theo tối đa 24 quả ngư lôi. Vũ khí trên boong tàu gồm một hải pháo 3 inch/50 caliber, và thường được tăng cường một khẩu pháo phòng không Bofors 40 mm nòng đơn và một khẩu đội Oerlikon 20 mm nòng đôi, kèm theo súng máy .50 caliber và .30 caliber. Tiện nghi cho thủy thủ đoàn bao gồm điều hòa không khí, thực phẩm trữ lạnh, máy lọc nước, máy giặt và giường ngủ cho hầu hết mọi người, giúp họ chịu đựng cái nóng nhiệt đới tại Thái Bình Dương cùng những chuyến tuần tra kéo dài đến hai tháng rưỡi.
Cobia được đặt lườn tại xưởng tàu của hãng Electric Boat Company ở Groton, Connecticut vào ngày 17 tháng 3, 1943. Nó được hạ thủy vào ngày 28 tháng 11, 1943, được đỡ đầu bởi bà C. W. Magruder, và được cho nhập biên chế cùng Hải quân Hoa Kỳ vào ngày 29 tháng 3, 1944 dưới quyền chỉ huy của Hạm trưởng, Thiếu tá Hải quân Albert L. Becker.

## Lịch sử hoạt động

### 1944
Sau khi hoàn tất việc chạy thử máy huấn luyện tại các vùng biển ngoài khơi New London, Connecticut và Newport, Rhode Island, Cobia chuẩn bị để được điều động sang khu vực Mặt trận Thái Bình Dương. Nó khởi hành từ Căn cứ Tàu ngầm Hải quân New London, băng qua kênh đào Panama và đi đến Trân Châu Cảng vào ngày 3 tháng 6, 1944.

#### Chuyến tuần tra thứ nhất
Lên đường vào ngày 26 tháng 6 cho chuyến tuần tra đầu tiên, Cobia hoạt động tại khu vực quần đảo Bonin. Nó đã lần lượt đánh chìm các tàu buôn Taishi Maru (2.800 tấn) vào ngày 13 tháng 7, Unkai Maru số 10 (855 tấn) vào ngày 17 tháng 7, và Nisshu Maru (7.785 tấn) vào ngày 18 tháng 7. Nisshu Maru đang trên đường vận chuyển Trung đoàn Xe tăng 26 đến tăng cường cho Sư đoàn 109 Lục quân Nhật Bản trú đóng tại Iwo Jima; và việc chiếc tàu vận tải này bị đánh chìm cũng khiến bị họ mất 28 xe tăng, mãi cho đến khi 22 chiếc khác được gửi đến thay thế vào tháng 12. Đến ngày 20 tháng 7, Cobia đánh chìm ba tàu vũ trang nhỏ trong một trận chiến trên mặt biển; một tàu đối phương đã húc vào chiếc tàu ngầm khiến nó bị hư hại nhẹ, nhưng vẫn có thể tiếp tục chuyến tuần tra. Vào ngày 5 tháng 8, nó tiếp tục đánh chìm một tàu buồm (khoảng 500 tấn) và bắt được một tù binh chiến tranh. Nó quay về Majuro để được tái trang bị từ ngày 14 tháng 8.

#### Chuyến tuần tra thứ hai và thứ ba
Trong chuyến tuần tra thứ hai từ ngày 6 tháng 9 đến ngày 5 tháng 11 tại khu vực eo biển Luzon, Cobia thường xuyên bị máy bay đối phương bắn phá. Nó bắt được thêm hai tù binh Nhật Bản trôi nổi trên biển vào ngày 22 tháng 10, sau khi tàu của họ bị một tàu ngầm khác đánh chìm. Con tàu quay trở về Fremantle, Australia khi kết thúc chuyến tuần tra để được tái trang bị.
Lên đường vào ngày 30 tháng 11 cho chuyến tuần tra thứ ba tại khu vực biển Đông, Cobia trinh sát eo biển Balabac từ ngày 12 tháng 12 đến ngày 8 tháng 1, 1945, và đã đánh chìm tàu rải mìn Yurishima (720 tấn) ngoài khơi bờ biển Malaya thuộc Anh vào ngày 14 tháng 1. Khi trồi lên mặt nước để trinh sát con tàu bị đánh chìm, nó bị một máy bay ném bom đối phương tấn công. Sang ngày hôm sau nó cứu vớt và bắt làm tù binh hai binh lính Nhật đã trôi nổi trên một chiếc bè trong gần 40 ngày. Nó kết thúc chuyến tuần tra khi quay trở về vào ngày 24 tháng 1, và được tái trang bị cho đến ngày 18 tháng 2.

### 1945

#### Chuyến tuần tra thứ tư
Đi đến vùng biển Java cho chuyến tuần tra thứ tư, vào ngày 26 tháng 2, Cobia đối đầu với hai tàu vận tải nhỏ và đánh chìm được cả hai. Tuy nhiên hỏa lực súng máy chống trả của đối phương đã gây hư hại dàn ăn-ten radar và khiến một thủy thủ tử trận. Nó quay trở về Fremantle để sửa chữa từ ngày 4 đến ngày 8 tháng 3 trước khi tiếp nối chuyến tuần tra. Tại biển Java vào ngày 8 tháng 4, nó cứu vớt bảy thành viên thuộc đội bay của một máy bay ném bom Không lực Hoa Kỳ. Sau đó chiếc tàu ngầm quay trở về vịnh Subic để tái trang bị từ ngày 15 tháng 4 đến ngày  9 tháng 5.

#### Chuyến tuần tra thứ năm và thứ sáu
Trong chuyến tuần tra thứ năm tại vịnh Thái Lan, Cobia tấn công một tàu chở hàng vào ngày 14 tháng 5, nhưng bị tàu rải mìn Hatsutaka thả mìn sâu ngăn chặn. Đến ngày 8 tháng 6, nó lại tấn công một đoàn tàu vận tải và đánh chìm chiếc tàu chở dâu Ninshin Maru số 22' (834 tấn) và tàu đổ bộ Hakusa (3.841 tấn).
Sau khi được tái trang bị tại Fremantle từ ngày 18 tháng 6 đến ngày 18 tháng 7, Cobia lên đường cho chuyến tuần tra cuối cùng. Sau khi đổ bộ một đội trinh sát tình báo lên bờ biển đảo Java vào ngày 27 tháng 7, nó làm nhiệm vụ tìm kiếm và giải cứu phục vụ cho các cuộc không kích xuống Đài Loan cho đến khi Nhật Bản chấp nhận đầu hàng vào ngày 15 tháng 8, giúp chấm dứt vĩnh viễn cuộc xung đột. Con tàu quay trở về Saipan vào ngày 22 tháng 8.
Được lệnh quay trở về Hoa Kỳ, Cobia đi ngang qua Trân Châu Cảng trước khi về đến vùng bờ Đông, và tiếp tục viếng thăm New York và Washington D.C. trước khi đi đến Căn cứ Tàu ngầm Hải quân New London. Nó được cho xuất biên chế tại đây vào ngày 22 tháng 5, 1946, và được đưa về Hạm đội Dự bị Đại Tây Dương.

### 1951 - 1954
Sau khi cuộc Chiến tranh Triều Tiên bùng nổ vào tháng 6, 1950, Cobia được cho tái biên chế trở lại vào ngày 6 tháng 7, 1951. Con tàu được sử dụng như một tàu huấn luyện để phục vụ vào việc huấn luyện nhân sự thuộc Hải quân Dự bị Hoa Kỳ cũng như cho học viện tại Căn cứ Tàu ngầm Hải quân New London cho đến ngày 29 tháng 10, 1953, khi nó được đưa về thành phần dự bị tại Xưởng hải quân Portsmouth. Sau khi được đại tu, nó được kéo đến New London, và một lần nữa được cho xuất biên chế vào ngày 19 tháng 3, 1954, và được đưa về Hạm đội Dự bị Đại Tây Dương.
Đến năm 1959, sau khi được cho là không còn phù hợp để tiếp tục phục vụ, Cobia được chuyển đến Trung tâm Hải quân Dự bị tại Milwaukee, Wisconsin, và được sử dụng như một tàu huấn luyện tĩnh trong hơn một thập niên tiếp theo. Nó được xếp lại lớp như một "tàu ngầm phụ trợ" với ký hiệu lườn mới AGSS-245 vào ngày 1 tháng 12, 1962.

## Tàu bảo tàng
Sau khi tên của Cobia được cho rút khỏi danh sách Đăng bạ Hải quân vào ngày 1 tháng 7, 1970, con tàu được kéo đến Manitowoc, Wisconsin để phục vụ như đài tưởng niệm quân nhân tàu ngầm quốc tế. Đến năm 1986 nó được tích hợp như một phần của Bảo tàng Hàng hải Wisconsin, và được công nhận là một Danh lam Lịch sử Quốc gia Hoa Kỳ. Nó được neo đậu vĩnh viễn tại cửa sông Manitowoc tại hồ Michigan.
Công việc phục chế, bảo trì và bảo tồn vẫn đang được tiến hành nhằm duy trì Cobia ở tình trạng tốt. Nhiều bộ phận của con tàu vẫn ở trong tình trạng hoạt động, bao gồm động cơ diesel chính, máy vô tuyến, và radar SJ-1, được biết như là bộ radar cũ nhất trên thế giới còn hoạt động.

## Phần thưởng
Cobia được tặng thưởng bốn Ngôi sao Chiến trận do thành tích phục vụ trong Thế Chiến II. Nó được ghi công đã đánh chìm sáu tàu Nhật Bản với tổng tải trọng 16.835 tấn.
|  |                                                       |  |
|  | Bronze star · Bronze star · Bronze star · Bronze star |  |

| Dãi băng Hoạt động Tác chiến  |                                                                         |                                      |
| Huân chương Chiến dịch Hoa Kỳ | Huân chương Chiến dịch Châu Á-Thái Bình Dương với 4 Ngôi sao Chiến trận | Huân chương Chiến thắng Thế Chiến II |